# KF Laçi
A KF Laçi albán labdarúgóklub, székhelye Laç városában található. Jelenleg az albán első osztályban szerepel. Hazai mérkőzéseit a Laçi stadionban rendezi.

## Névváltozások
- 1960–1969: KS Industriali Laçi

1969 óta jelenlegi nevén szerepel.

## Története
Az 1969-ben alapított labdarúgócsapat 1992-ben jutott fel először az albán élvonalba. Rendre a tabella második felében végzett, majd 1999-ben kiesett az első osztályból.
2005-ben egy szezon erejéig belekóstolt a legjobb albán csapatok versengésébe, azonban utolsó helyen búcsúzni kényszerült.
2009-ben jutott fel újból az első osztályba, és mindvégig Európa-liga-indulásra jogosító helyen állt.

## Külső hivatkozások
- Adatlapja az uefa.com-on (angolul)
- Adatlapja Archiválva 2007. december 27-i dátummal a Wayback Machine-ben a foot.dk-n (angolul)
- Adatlapja[halott link] a weltfussballarchiv.com-on (angolul)
- Legutóbbi eredményei a soccerway.com-on (angolul)